# La dette bli min sang
La dette bli min sang är ett musikalbum med Stein Ove Berg, utgivet som LP av skivbolaget EMI 1976.

## Låtlista
Sida 1
1. "La dette bli min sang" – 2:50
2. "Glatte mennesker" – 4:05
3. "Mi lyre" – 2:27
4. "Hinne med is" ("Hint of a Freeze" av Gary Fishbaugh, norsk text: Stein Ove Berg) – 2:51
5. "Vise i april" – 3:20
6. "Om jeg noensinne kommer hit igjen" – 2:36

Sida 2
1. "Ei sommernatt som nå" – 3:29
2. "Om frihet" – 4:48
3. "Kan ikke allting bli som før" ("It Doesn't Have to Be That Way" av Jim Croce, norsk text: Stein Ove Berg) – 3:03
4. "Om blomster og jenter" – 2:26
5. "Skyer" ("Both Sides, Now" av Joni Mitchell, norsk text: Stein Ove Berg) – 4:18

- Alla låtar skrivna av Stein Ove Berg där inget annat anges.

## Medverkande
Musiker
- Stein Ove Berg – sång, gitarr, banjo
- Erik Botolfsen – piano
- Claes Neeb – gitarr
- Freddy Hoel Nilsen – piano
- Rolf Syversen – dragspel
- Leif Frøiland – steelgitarr
- Terje Venaas – basgitarr
- Ole Jacob Hansen – slagverk
- Svein Nafstad – oboe
- Erling Andersen – altsaxofon, flöjt
- Knut Riisnæs – tenorsaxofon, flöjt
- Bjarne Nerem – tenorsaxofon, klarinett
- Rolf Malm – barytonsaxofon, klarinett, flöjt
- Bernt Wiedswang, Sonja Wold, Noralf Glein, Zygmunt Sprus, Wanda Michalska, Arild Solum – violin
- Arne Sletsjøe, Stephanie Riekman – viola
- Ania Szaniawska – cello
- Odd Rogne – arrangement

Produktion
- Erik Botolfsen – musikproducent
- Svein Engebretsen – ljudtekniker
- Jan-Erik Kongshaug – ljudtekniker
- Terje Engh – foto, omslagsdesign